# Palaeorhiza convexa
Palaeorhiza convexa är en biart som beskrevs av Hirashima 1981. Palaeorhiza convexa ingår i släktet Palaeorhiza och familjen korttungebin. Inga underarter finns listade i Catalogue of Life.